# Edward Hincks
Edward Hincks, född 19 augusti 1792, död 3 december 1866, var en irländsk präst och vetenskapsman. 
Hincks arbetade både med dechiffrerandet av hieroglyferna och kilskriften. Dechiffrerandet beredde marken för vetenskaperna egyptologi och assyriologi. Han tilldelades Cunninghammedaljen 1848.